# آرتور شوارتز
آرتور شوارتز (انگلیسی: Arthur Schwartz؛ ۲۵ نوامبر ۱۹۰۰ – ۳ سپتامبر ۱۹۸۴) یک موسیقی‌دان اهل ایالات متحده آمریکا بود.

## اوایل زندگی
آرتور در یک خانواده یهودی در بروکلین  شهر نیویورک متولد شد. در زبان انگلیسی در دانشگاه نیویورک و کارشناسی ارشد در رشته معماری در کلمبیا تحصیلاتش را تکمیل کرد.